# Клеточность
Кле́точность (число Су́слина) — топологическая характеристика топологического пространства {\displaystyle X}, определяющаяся максимальным количеством открытых попарно непересекающихся множеств из {\displaystyle X}. Является кардинальным инвариантом и обозначается {\displaystyle c(X)}.
Как и для многих общетопологических инвариантов, конечная клеточность не представляет интереса; считается, что она не менее, чем счётна (то есть {\displaystyle \aleph _{0}}).

## Наследственность
Не является наследственным инвариантом, то есть подпространство {\displaystyle U\subseteq X} может иметь клеточность большую, чем {\displaystyle c(X)}. Для примера достаточно точку {\displaystyle 0} в отрезке {\displaystyle [0,1]} размножить несчётное число раз, тогда подпространство из размноженных нулей будет иметь бо́льшую клеточность, чем отрезок, то есть больше {\displaystyle \aleph _{0}}, то есть {\displaystyle \aleph _{0}=c(X)<hc(X)={\mathfrak {c}}}. Другой пример ненаследования клеточности — плоскость Немыцкого.

## Связь с другими инвариантами
Клеточность пространства не превосходит его плотность (которая, в свою очередь, не превосходит веса): {\displaystyle c(X)\leqslant d(X)\leqslant w(X)}. Также клеточность не превосходит спреда (который также не превосходит веса): {\displaystyle c(X)\leqslant hc(X)\leqslant w(X)}.
Для линейно упорядоченных пространств их характер не превосходит клеточности: {\displaystyle \chi (X)\leqslant c(X)}. Кроме того, для линейно упорядоченных пространств клеточность совпадает со спредом и наследственным числом Линделёфа: {\displaystyle c(X)=hc(X)=hl(X)}.
Не превосходят клеточность топологического пространства {\displaystyle X} его число Линделёфа и экстент (в свою очередь, не превосходящий число Линделёфа): {\displaystyle e(X)\leqslant l(X)\leqslant c(X)}.

## Примеры
Для вещественной прямой {\displaystyle \mathbb {R} }: {\displaystyle c(\mathbb {R} )=\aleph _{0}}. Для натуральных и целых чисел: {\displaystyle c(\mathbb {Z} )=c(\mathbb {N} )=\aleph _{0}}.
Для дискретного пространства мощности {\displaystyle \tau }: {\displaystyle c(D_{\tau })=\tau }.
Для ежа колючести {\displaystyle \tau }: {\displaystyle c(J(\tau ))=\tau }. (При {\displaystyle \tau \geqslant \aleph _{0}} (достаточно взять по открытому множеству в каждой «иголке», не выходящему за «иголку»).
В целом для подпространства {\displaystyle U} из евклидова пространства {\displaystyle \mathbb {R} ^{n}}: {\displaystyle c(U)\leqslant \aleph _{0}}.